# Palacio Garuda
Palacio Garuda (en indonesio: Istana Garuda, en inglés: Garuda Palace), también traducido como Palacio del Águila Divina, es la residencia y oficina del Presidente de Indonesia, situada en una colina en Nusantara, Provincia de Kalimantan Oriental, con vistas a Plantilla:Tsl y el Palacio Nacional Bukit Bendera al sureste. Este palacio fue construido durante la presidencia de Joko Widodo en 2024, con una superficie aproximada de 2,400 metros cuadrados, y el área total del sitio es de 3.5 hectáreas, con un edificio de cuatro pisos, compartiendo el complejo con el palacio nacional y la oficina del secretario presidencial, así como cuatro edificios de coordinación departamental.
El Palacio Garuda está inspirado en el ave nacional, el Garuda, con una altura de 77 metros y una envergadura de alas de 177 metros, compuesto por 4,650 placas de cobre que pesan 0.3 toneladas cada una. El diseñador Plantilla:Tsl afirma que la forma del Garuda está asociada con la tradición histórica de unidad en la diversidad de Indonesia, sirviendo como un símbolo nacional que representa el espíritu fundacional del país de 'unidad en la diversidad'.

## Historia
El diseño original del palacio nacional en la capital fue el "Gran Palacio de Indonesia", que incorporaba características de las casas tradicionales de diversas regiones de Indonesia y fue ganado por el equipo "Nagara Rimba Nusa" en un concurso de diseño de la capital. Sin embargo, este diseño fue reemplazado por el del Palacio Garuda, diseñado por Nyoman Nuarta, durante la implementación del proyecto.
Este diseño fue aprobado por el presidente Joko Widodo en 2022. Como parte de la nueva residencia presidencial en Nusantara, el Palacio Garuda se construyó en un terreno de 100 hectáreas, con una base de 334,200 metros cuadrados.

## Galería

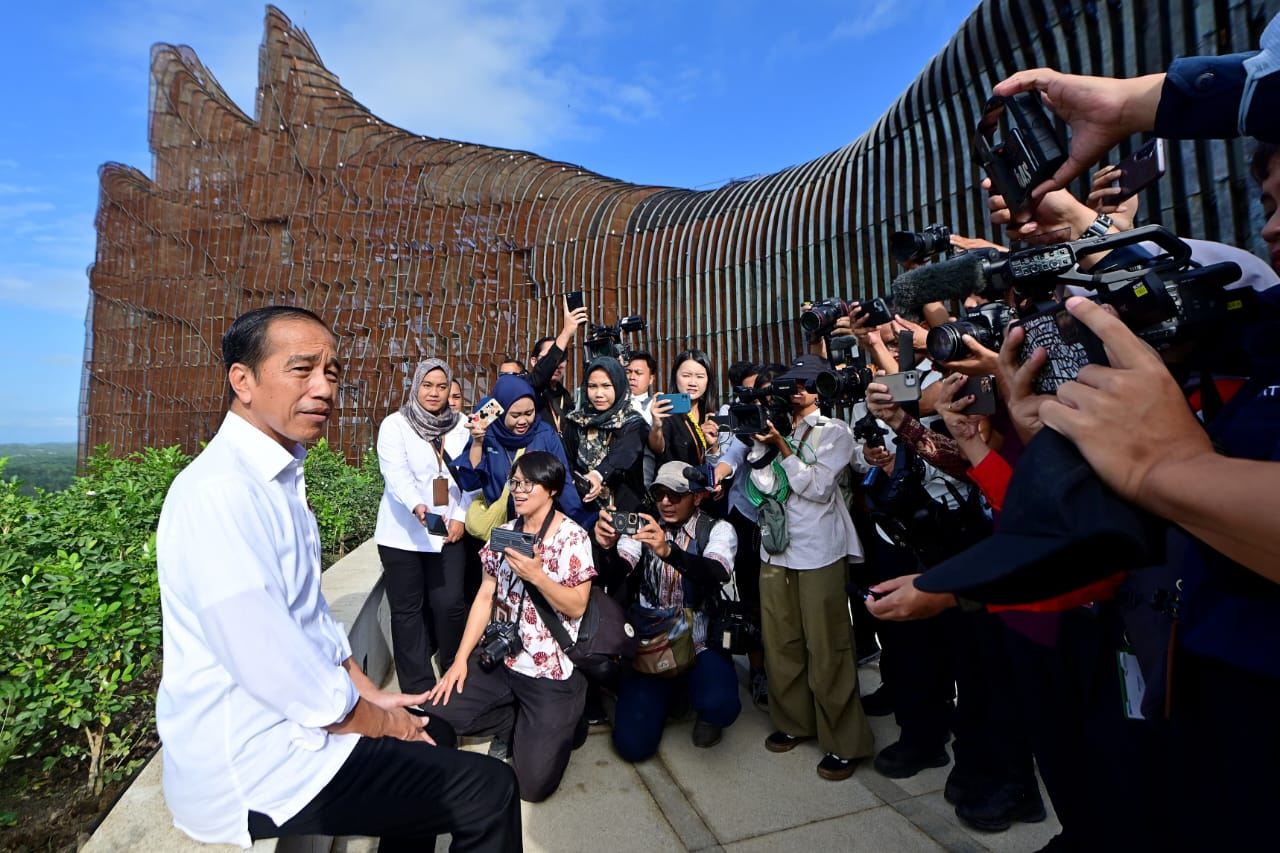
El presidente Joko Widodo con el equipo de medios en julio de 2024
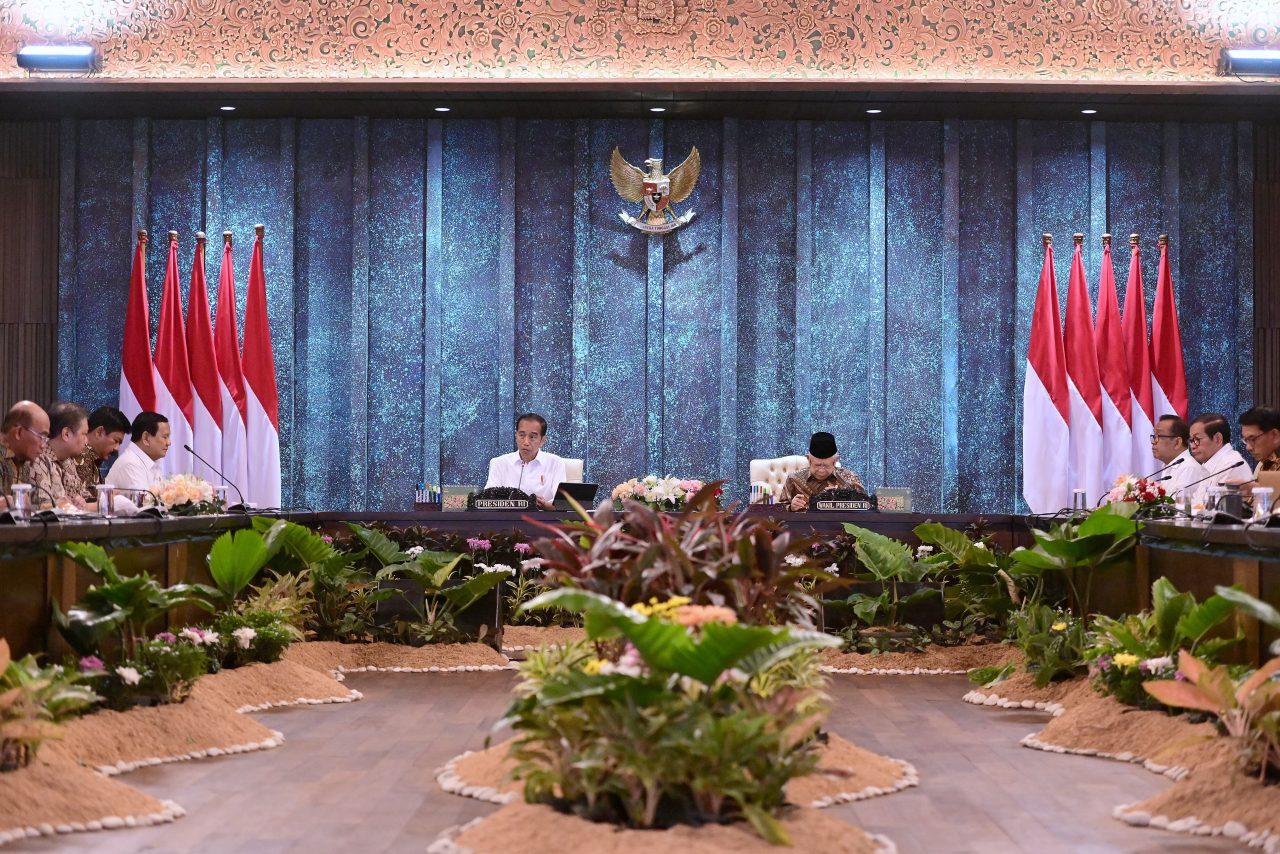
Primera reunión de gabinete completo en el Palacio Garuda, 12 de agosto de 2024
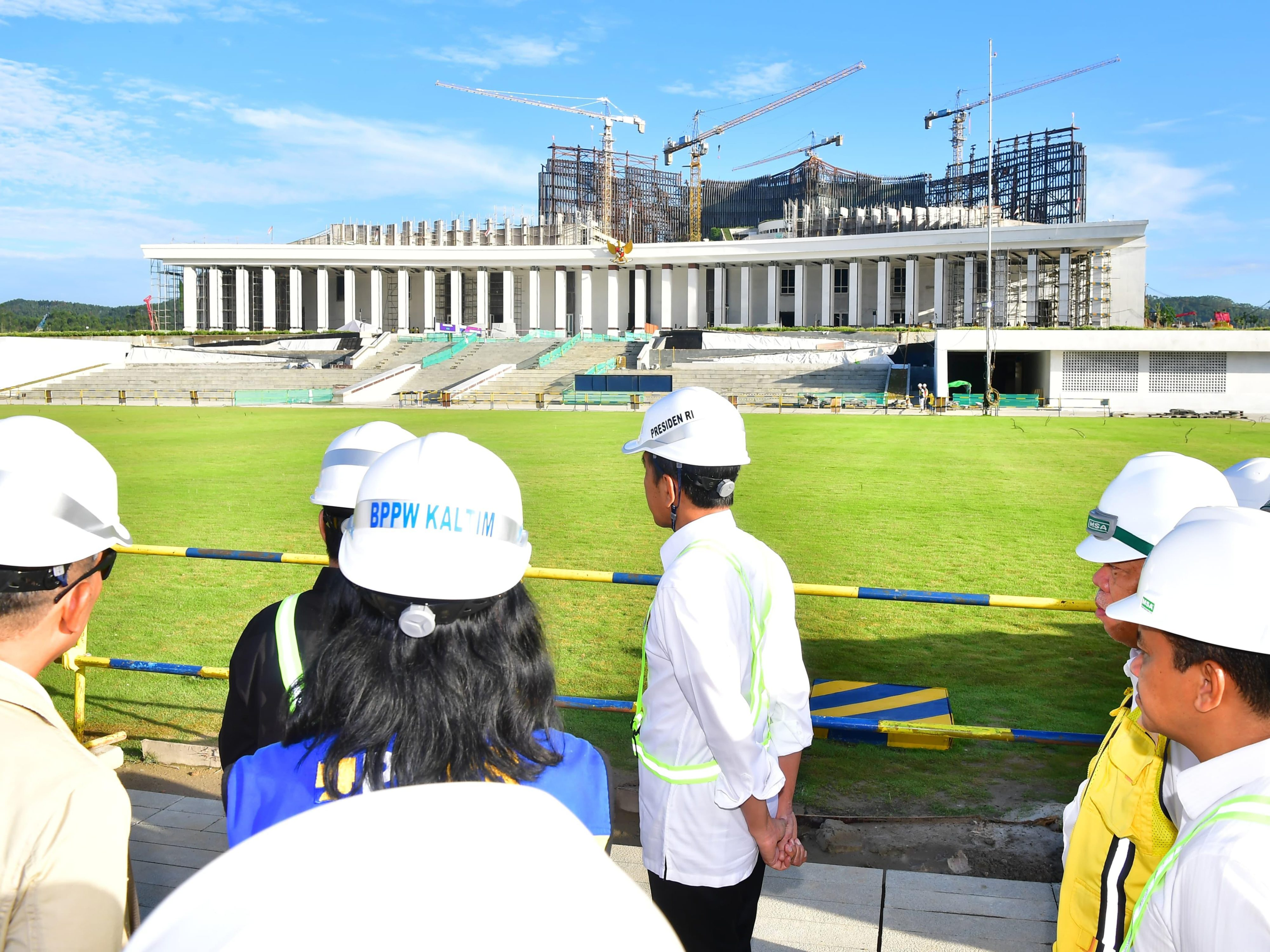
Inspección de la construcción del Palacio Presidencial por el presidente Joko Widodo, junio de 2024